# Piskvitmossa
Piskvitmossa (Sphagnum jensenii) är en bladmossart som beskrevs av H. Lindberg 1899. Enligt Catalogue of Life ingår Piskvitmossa i släktet vitmossor och familjen Sphagnaceae, men enligt Dyntaxa är tillhörigheten istället släktet vitmossor och familjen Sphagnaceae. Arten är reproducerande i Sverige. Inga underarter finns listade i Catalogue of Life.